# Ottosen (Iowa)
Ottosen est une ville du comté de Humboldt, en Iowa, aux États-Unis. Elle est incorporée le 16 juillet 1909.

## Source de la traduction
- (en) Cet article est partiellement ou en totalité issu de l’article de Wikipédia en anglais intitulé « Ottosen, Iowa » (voir la liste des auteurs).